# Genotdel
El Genotdel, Zhenotdel o Jenotdel (rus: Женотдел) va ser el Departament de Dones Treballadores i Dones Camperoles del Partit Bolxevic de la Unió Soviètica (URSS), creat el 1919 per Aleksandra Kol·lontai i Inessa Armand amb l'objectiu de millorar les condicions materials de vida de les dones i d'atreure-les a la causa socialista.
La traducció del nom significa literalment «Secció de la Dona». El Genotdel fou un directori intern al Partit Comunista de la Unió de Soviètica i complia funcions relatives a les dones de l'URSS, com ara l'organització de guarderies, escoles i bugaderies, a més de moviments d'agitació, propaganda, militància i captació de voluntàries, així com l'organització d'esdeveniments per a l'intercanvi d'informació. Estava associat a la revista Kommunistka.
Després de la mort de les principals líders, com Konkórdia Samóilova, la secció va ser finalment dissolta el 1930 pel govern estalinista que considerava que la qüestió femenina ja havia estat resolta.